# Bart n'est pas mort
Bart n'est pas mort (Bart's Not Dead) est un épisode de la série télévisée d'animation Les Simpson. Il s'agit du premier épisode de la trentième saison et du 640e épisode de la série.

## Synopsis
Lors d'un solo de Jazz de Lisa en public dans l'auditorium de l'école, Jimbo défie Bart de sonner l'alarme incendie. Pour ne pas humilier sa sœur devant toute l'école, Bart refuse le défi. Les autres enfants se moquent de lui pour ça, mais Marge est très fière. Plus tard, en confidence, Homer lui confie pourtant qu'un enfant se doit de relever un défi lancé. Lorsque Jimbo défie Bart de sauter du haut du barrage. Bart néanmoins n’atterrit pas dans l'eau, et finit à l’hôpital. A son réveil, Bart ne veut pas décevoir Marge et Homer ne veut pas être tenu pour responsable. Pour détourner l'attention, il prétend avoir vu Jésus. Tout le monde le croit, sauf Lisa qui décide de ne rien dire par reconnaissance pour ne pas avoir gâché son solo, mais le prévient : des petits mensonges mènent aux gros mensonges. En effet, des réalisateurs de films chrétiens viennent le voir pour adapter son histoire au cinéma...

## Réception
Lors de sa première diffusion, l'épisode a attiré 3,24 millions de téléspectateurs.
Par ailleurs, Dennis Perkins de The A.V. Club a donné un B- à l'épisode.